# Elin Johansson
Elin Johansson (Skellefteå, 5 de agosto de 1990) es una deportista sueca que compite en taekwondo.
En los Juegos Europeos de Bakú 2015 consiguió una medalla de bronce en la categoría de –67 kg. Ganó dos medallas de bronce en el Campeonato Europeo de Taekwondo, en los años 2008 y 2012.

## Palmarés internacional
| Juegos Europeos    | Juegos Europeos          | Juegos Europeos   | Juegos Europeos |
| Año                | Lugar                    | Medalla           | Categoría       |
| ------------------ | ------------------------ | ----------------- | --------------- |
| 2015               | Bakú (Azerbaiyán)        | Medalla de bronce | –67 kg          |
| Campeonato Europeo |                          |                   |                 |
| Año                | Lugar                    | Medalla           | Categoría       |
| 2008               | Roma (Italia)            | Medalla de bronce | –59 kg          |
| 2012               | Mánchester (Reino Unido) | Medalla de bronce | –67 kg          |